# CV-395
La CV-395 és una carretera provincial valenciana que uneix les poblacions de Requena i el Villar a través de Xera i Sot de Xera. És, per tant, una de les carreteres de la xarxa secundària que uneix les comarques de la Plana d'Utiel - Requena i els Serrans. És competència de la Diputació de València.

## Traçat
La CV-395 inicia el seu traçat a l'eixida nord de la població de Requena, com a continuació del carrer Xera, encara que el seu punt kilomètric 0 està situat 1 kilòmetre més endavant, a una rotonda en la qual es creua amb l'inici de la CV-391 i amb l'autovia A-3 a l'altura de la seua eixida 289. Després de travessar el riu Reatillo, arriba a la població de Xera a l'altura del kilòmetre 17. A partir d'ací, la carretera redueix la seva amplitud considerablement i passa vorejant l'embassament del Buseo. Creua a la comarca dels Serrans i arriba a la població de Sot de Xera passat el kilòmetre 27. Contínua cap al nord-est, travessant el riu Túria i creuant-se amb la CV-394 a l'altura de l'Ermita, en el terme municipal de Xulilla, després de 36 kilòmetres. Passat aquest punt, la carretera millora el seu traçat i amplitud i arribant 6 kilòmetres després a Vanacloig, encara en terme de Xulilla. A partir d'ací prossegueix en direcció nord, enllaçant amb la CV-35 a l'altura del kilòmetre 47. Segueix en direcció nord durant 3 kilòmetres fins a arribar a una rotonda en la qual finalitza el seu recorregut, enllaçant amb la CV-345, que contínua 1 kilòmetre més fins a la població de El Villar.